# Chatschiun
Chatschiun (mongolisch Хачиун, wiss. Transliteration Chačiun, chinesisch 合赤溫, Pinyin hejiwen, en.: Hachiun, auch: Qacigun, Chatschiun Altschi, Хачиун Алчи) war ein Bruder von Dschingis Khan und das dritte Kind von Yesugei und Hoelun. Die Geheime Geschichte der Mongolen verzeichnet: „als Temujin 9 Jahre alt war, war Chatschiun fünf Jahre alt“. Als Kind erhielt er den Zunamen „Altschi“ und wurde daher oft als „Chatschiun-altschi“, oder „Altschidai“ (Verkleinerungsform von „Altschi“) bezeichnet. Möglicherweise hatte er einen Sohn mit Namen Ilchidey (Iljigdei).
Während in der Geheimen Geschichte der Mongolen die Brüder von Dschingis Khan (Temüdschin) Hasar und Temüge oft als treue Gefährten und Unterstützer des älteren Bruders erwähnt werden, sind die Erwähnungen von Chatschiun seltener, nicht nur in den Berichten von politischen und öffentlichen Angelegenheiten, sondern auch in Erzählungen aus dem täglichen Leben. Daher gibt es die Auffassung, das Chatschiun vielleicht früh gestorben ist, da die Chroniken der späteren Taten von Dschingis Khan Chatschiun überhaupt nicht erwähnen. Aber offenbar war er 1207 noch am Leben: Zu der Zeit verteilte Dschingis Khan in seiner Funktion als voll anerkannter Herrscher der Mongolen Landbesitz und Untergebene. Chatschiun erhielt einen Anteil als siebter in der Hierarchie, nach ihrer gemeinsamen Mutter Hoelun und dem jüngeren Bruder Temüge, nach den vier Söhnen Temüdschins und dem Bruder Hasar. 
| Personendaten    | Personendaten                                                      |
| ---------------- | ------------------------------------------------------------------ |
| NAME             | Chatschiun                                                         |
| ALTERNATIVNAMEN  | Хачиун; Chačiun; Hachiun; Chatschiun Altschi; Хачиун Алчи; Qacigun |
| KURZBESCHREIBUNG | Bruder von Dschingis Khan, General der Mongolen                    |
| GEBURTSDATUM     | 12. Jahrhundert                                                    |
| STERBEDATUM      | 13. Jahrhundert                                                    |